# Municipio de Borlänge
El municipio de Borlänge se encuentra en el condado de Dalecarlia, en la Suecia central, y tiene un área de 586.4 km². El municipio tiene una población de 47.206 habitantes, de los cuales alrededor de 40.000 viven en la ciudad de Borlänge, que es capital del municipio y está situada a 60°29' norte y 15°27' este.

## Historia
La Borlänge moderna emergió en el antiguo municipio de Stora Tuna durante las últimas décadas del siglo XIX, cuando el ferrocarril y las industrias llegaron al distrito. Originariamente Borlänge era el nombre de una pequeña villa y la primera información escrita sobre Borlänge data de 1390. La villa fue insignificante hasta 1870. En 1875 se inauguró el ferrocarril entre Falun y Ludvika, al tiempo que se comenzó la construcción de una fundición de hierro en la vecina ciudad de Domnarvet. Gracias a la estación de ferrocarril la villa de Borlänge ganó importancia en la manufactura del hierro.
En 1891 Borlänge se separó del municipio de Stora Tuna y en 1898 se convirtió en ciudad de propio derecho con 1300 habitantes. Siguió perteneciendo a la parroquia de Stora Tuna. Cerca de 1900 los propietarios de la fundición de Domnarvet adquirieron una fábrica de papel en la vecina Kvarnsveden. En 1944 la ciudad de Borlänge recibió sus estatutos reales después de que emergiera como ciudad comercial gracias a la actividad de Domnarvet y Kvarnsveden. En 1971 se establece la municipalidad de Borlänge. Durante todo el siglo XX Borlänge ha sido una típica ciudad industrial con un relativo buen crecimiento, pero hoy día la industria se está disipando.

## Demografía
Con sus 40.880 habitantes Borlänge es la ciudad más grande en Dalecarlia (Dalarna), sobrepasando a su vecina norteña, Falun, a 20 kilómetros. Juntas ambas ciudades forman una región con casi 100.000 habitantes. Las primeras o segundas generaciones de inmigrantes suponen un 12.7% de la población, siendo Finlandia, Turquía y Somalia los países de origen más frecuentes.

## Política
El presidente del Comité Ejecutivo Municipal es Nils Persson, del Partido Socialdemócrata Sueco. La líder de la oposición es Ulla Olson, del Partido Moderado. Como en la mayor parte de Dalecarlia, los socialdemócratas tienen una fuerte posición. Como resultado de las elecciones municipales suecas de 2006, los socialdemócratas tienen 28 de los 61 escaños y por ello son el partido más representado en Borlänge. El Partido Moderado, que es el segundo gran partido, tiene 11 escaños.

## Industria
Borlänge siempre ha sido una ciudad industrial alrededor de la fábrica de hierro de Domnarvet (SSAB) y la fábrica de papel de Kvarnsveden (Stora Enso). La ciudad tiene dos autoridades estatales: el departamento de ferrocarriles (Banverket) y el departamento de carreteras (Vägverket).

## Compras
Borlänge se promociona como la primera ciudad para las compras en Dalecarlia. Esto es posible gracias al área Kupolen, situada a un kilómetro al oeste del centro de la ciudad. El área de Kupolen incluye el centro comercial The Dome y la región circundante. Aunque el distrito se construyó para atraer el interés de gentes de paso, ha atraído el interés del centro de la ciudad y se convertido en el corazón comercial de Borlänge.

## Deportes
La ciudad tiene un exitoso equipo de fútbol, aunque actualmente desciende de categoría continuamente. El IK Brage, llamado así por el dios noruego de la poesía, tiene una historia de 19 temporadas en la primera división sueca. Brage viste de verde y blanco y alberga sus partidos como local en el Estadio Domnarvsvallen, con una capacidad de 6500 espectadores.

## Hijos ilustres
- Jussi Björling, tenor
- Lars Frölander, nadador
- Mando Diao, banda de rock
- Sugarplum Fairy, banda de pop
- Per Fosshaug, jugador de bandy
- Dozer (band), banda de stoner rock
- Erik Eriksson, primer presidente del Partido de Centro
- Lars Jonsson, jugador de hockey
- Gustaf Norén, Björn Dixgard, miembros del grupo Mando Diao

## Educación
- Colegio universitario de Dalecarlia
- Soltorgsgymnasiet